# 대한빙상경기연맹
대한빙상경기연맹(大韓氷上競技聯盟, Korea Skating Union)은 빙상 경기의 진흥과 보급을 위해1999년 11월 16일 설립된 대한민국 문화체육관광부 소관의 사단법인이다. 사무실은 서울특별시 송파구 오륜동 88 올림픽회관에 있다. 빙상 경기를 주관하는 대한체육회 가맹 경기단체다. 스피드스케이팅 ,쇼트트랙, 피겨스케이팅의 세종목을 관장한다.

## 연혁
1925년조선빙상속도협회(朝鮮氷上速度協會)로 시작되었다. 1945년 11월 24일, 광복 후 처음으로 조선중앙기독교청년회(YMCA)에서 창립총회를 개최하고 ‘조선빙상경기연맹’을 새로이 조직하여 조선체육회에 가맹하였다. 1946년까지는 조선빙속협회·조선피규어협회·조선아이스하키협회가 각각 분리, 운영되어오다가 1947년 빙속협회와 피규어협회가 합하여 연맹을 조직하였고, 그해 국제빙상경기연맹에 정식으로 가입하였다. 1948년 1월 스위스 생모리츠에서 열린 제5회 동계올림픽에서 한국 빙상 선수단 최초로 4명의 선수가 올림픽 대회에 참가하였으며, 1948년 9월 대한빙상경기연맹으로 개칭하였다.

## 주요 사업
- 빙상경기대회 개최 및 주관
- 빙상선수 양성과 빙상 보급

## 논란

### 파벌싸움과 선수 학대 논란

#### 개요
한국의 올림픽 겨울 스포츠는 1988년 쇼트트랙 스피드 스케이팅이 올림픽에 시범종목으로 실시되면서 김기훈과 이준호가 1500m와 3000m에서 1위를 하면서 시작되었다. 그리고 1992년 알베르빌 동계 올림픽에서 쇼트트랙이 올림픽 정식 종목에 채택되고 김기훈이 1000m 금메달을 획득한 이후로 한국은 동계 올림픽에서 메달을 획득하기 시작하였다. 1992년부터 2022년까지 모두 79개의 올림픽 메달을 획득하였고, 그중에서 75개의 올림픽 메달은 대한빙상연맹이 관리하는 스케이팅 종목에서 획득하였다. 그중에서 금메달 26개 등 모두 53개의 올림픽 메달을 획득한 종목은 쇼트트랙이다.
하지만, 대한빙상경기연맹과 쇼트트랙은 1990년대부터 논란이 끊이지 않았다. 선수들은 국제대회의 성적에 따라 포상금과 연금 혜택이 있었고, 남자선수의 경우에는 아시안 게임 금메달이나 동계 올림픽에서 메달을 획득하면 병역면제의 혜택이 주어졌다. 대학입학을 앞둔 고등학생 선수들에게는 체육 특기생 혜택이 주어졌다. 자연스럽게 성적을 향상시켜줄수 있는 코치들과 어린 시절부터 코치의 영향력 아래 놓인 선수들간에 스승과 제자 관계를 넘어서는 권력구도가 생겨났다. 선수가 코치에 거역하고 대립을 하거나 지시를 어기면 보복을 당했다. 폭행이나 성폭력은 은폐되었고, 방관했고, 침묵해야했다. 2019년 1월 한국 빙상계가 성폭력 파문으로 뒤덮였을 때 국민일보에 일부 선수들은 다음과 같이 증언하였다. "익명이 보장된다 해도 위험부담이 너무 크다.""안현수처럼 유명한 선수도 폭로 후 인생이 바뀌었다. 입을 여는 순간 선수의 인생은 끝날 수 있다."
이런 관계 속에서 선수들은 지도자와 대학 그리고 실업팀으로 갈라져 경쟁하게 되었으며, 곧 파벌이라는 형태로 관계가 변형되었다. 급여를 받고 정부의 지원으로 선수생활을 할수 있는 실업팀 입단까지도 고위임원들과 코치들은 관여를 했고, 선수들에게 압박을 주었다. 금품과 메달의 거래로 인해 심판매수 승부조작이 등의 사건들이 일어났고 폭로와 고발 폭행사건 등의 논란들로 이어졌다. 그리고 빙상연맹 관계자들과 국가대표 코치들이 경찰에 입건되는 일들이 발생했다.

#### 1990년대 사건들과 파벌싸움의 시작
1994년 당시 빙상연맹 회장이었던 장명희는 선수와 빙상인들 166명으로부터 코치와 빙상연맹 고위 관계자들의 돈의 거래와 비리 의혹들에 대해 고발 당했다. 1994년 8월 한겨레 신문의 보도에 따르면 장 회장은 각종 이권사업에 개입하고 개인적인 정실주의에 의해 대표팀을 운영하는 등 파행을 일삼아왔다는 것에 대해 고발당했다. 1994년 11월 9일 한겨레 신문은 다음과 같이 또 보도하고 있다. 장명희 빙상경기연맹 회장 퇴진추진위원회는 8일 프레스센터에서 기자회견을 갖고 "장 회장이 실무부회장이던 지난 90년과 91년 이인숙 전 연맹이사와 전 국가대표 코치의 부인 등으로부터 금품을 받았다."고 폭로했다. 그러나 당시 장명희 회장은 자신을 비판하는 이들에 대해 빙상계의 주도권을 잡으려는 일부 인사들이 음해하는 것이라 대응하였었다.
2016-2017년 박근혜-최순실 게이트 에서 동계스포츠 이권개입과 횡령으로 검찰 조사를 받은 장시호 청문회때는 1994년 당시 미성년자였던 유명 스케이팅 선수의 성추문 은폐를 도와주었던 것이 알려지기도 했다. 2001년에는 대학교수와 체육특기생 고등학생들 부모사이에서 금전 거래가 있어서 전 국가대표 스피드 스케이팅 코치이자 한국체육대학교 교수가 구속이 되어 실형을 선고받기도 하였다.

#### 쇼트트랙 국가대표팀 폭행 피해 사건
폭행에 대한 피해는 유명한 올림픽 메달리스트와 세계챔피언들도 마찬가지였다. 2005년에는 국제대회에서 안현수와 성시백이 선배선수로부터 폭행을 당했고, 폭행으로 국가대표에서 제외된 선수의 부모로부터 금전을 제공받았던 일로 빙상연맹 부회장 2명이 수사를 받았다.
2004년 11월 최은경, 여수연, 변천사, 허희빈, 강윤미, 진선유 여자 선수 6명의 진술서에 따르면 여자인 것이 후회가 될정도로 머리카락이 뜯겨나갔다. 쓰려져도 하키채로 내려쳤다. 라고적혀있다. 하지만 시간이 지나면서 사건들은 잊혀졌다. 폭행의 가해자인 코치들은 다음 올림픽에서 또다시 국가대표 코치를 하였다. 그리고 선수들은 메달을 획득했고, 그들은 지도자 상을 받았다. 2004년의 여자대표팀 폭행사건은 10년동안 잊혀져있다가 2014년 빅토르 안의 귀화와 관련되어 재폭로되었으며, 2018년 심석희의 코치의 폭행 폭로와 당시 폭행폭로를 최초로 알린 변천사의 JTBC 뉴스룸 인터뷰를 통해 다시금 조명되었다.
다음은 2004년 처음으로 쇼트트랙 국가대표팀의 폭행 사실을 외부로 알린 2006년 토리노 올림픽 금메달 리스트 변천사의 2018년 12월 JTBC 뉴스룸 인터뷰 내용이다.
사실 그 때 당시에 언론에 나왔던 것보다 실제로는 더 심했다. 언론에는 사실 일부분만 나왔다. 어떠한 도구로도 굉장히 많은 폭행을 당했었고 도구가 아니더라도 손이라든지 이런 발로 찬다든지 머리를 잡고 저희를 세게 집어던졌다. 2004년 그때 당시에는 시대적 상황이라든지 그런 것이 운동선수는 맞으면서 할 수도 있지라는 그런 인식들이 좀 더 강했다. 그때 당시는 그랬기 때문에 또 어디에 얘기를 한다고 해도 쉽게 해결되거나 그런 것이 아니었다. 그리고 무엇보다 이제 그때 선수촌 안에 같이 있었던 코치 선생님들이 이것을 밖에 말하면 가만 두지 않겠다고 이야기 했다. 너희가 이것을 말하면 너희 앞으로 어디를 가든 끝까지 쫓아가서 너희 망치게 할 거다라고도 이야기 했다. 우리는 올림픽이라는 꿈이 있었고 그래서 폭로를 하지 못했다. 하지만, 정말 못하겠다. 이러다 우리 다 죽는다. 그렇게 모두다 나오게되었었다.
그리고 14년전 그렇게 언론에 나오게 함으로써, 그이후에 정말 많이 힘들었다. 그이후에 운동을 그만두고 나서도 이런 스포츠 관련 업종에서 일하기 힘들었다. 그렇지만 단 한 번도 제 선택을 후회해 본 적이 없다. 석희한테도 좀 힘을 주고 싶었고 다시는 정말 우리 이후로 후배들이 이런 고통을 겪지 않았으면 하는 마음에서 저도 용기를 내게 되었다. 그때 같이 훈련했던 국가대표 동료들 중에서도 그때 폭행 피해라든지 정신적 피해가 워낙 커서 그렇게 국가대표 생활을 그때로 끝을 내고 그만둔 선수들도 있다. 그리고 올림픽에 출전을 했다고 해도 사실 저만 해도 벌써 14년이 지났음에도 불구하고 그때 기억이 너무 아직도 또렷이 기억이 난다. 그렇게 다들 정신적으로 많은 고통을 안고 살아가고 있다.

#### 한국 빙상계 파벌갈등과 안현수
한국 쇼트트랙 파벌갈등의 이면이 그대로 한국사회에 공개된 것은 쇼트트랙 한종목에서 역대 최고의 올림픽 성적을 거두었던 2006년이었다. 올림픽 직전까지 안현수는 여자팀에서 훈련하고, 남자팀에서 진선유와 변천사가 훈련하였다. 한국체육대학교였던 안현수는 2005년 유니버시아드 당시 폭행사건을 방조했던 대표팀의 코치를 폭로하고 빙상연맹과 갈등을 겪으면서 훈련을 거부하다가 여자팀에서 훈련하게 되었고, 비 한국체육대학교였던 진선유는 코치의 지시를 어긴 진선유의 레이스를 방해하라고 대표팀의 코치가 지시를 내렸던 것이 변천사를 통해 폭로가 되었기 때문이었다.
남자 대표팀의 구성과 코치진은 비 한국체육대학교였고, 여자 대표팀의 구성과 코치는 한국체육대학교였다. 하나의 국가대표팀에 한국체육대학교와 비한국체육대학교라는 두개의 팀이 존재하고 있었던 것이었다. 올림픽 당시의 상황도 다르지 않았다. 안현수가 가장 먼저 결승선을 통과한 순간 한국 팀 내에서는 희비가 엇갈렸다. 당시를 설명하는 뉴스에 따르면 올림픽 당시 대한빙상경기연맹 공식 홈페이지 게시판에는 파벌문제에 대한 우려글들이 쓰여져있다. "한 코치는 안현수 선수 붙잡고 좋아하고 한 코치는 짜증내며 그냥 가버리고.... " "고작 편 가르기 하는 거나 보려고 밤샜나 후회가 막심합니다．파벌 좀 없애주십시오. 아직 어린 선수들입니다．파벌에 휩싸이기엔 너무 어린 선수들입니다."
당시의 파벌상황은 대역전극을 기록한 5000m 계주 당시 상황에서도 확인되는데 이호석, 오세종, 송석우, 서호진이 자신들을 지도했던 전, 현직 코치인 이준호 해설위원과 송재근 코치에게 빙판위에서 큰절을 올리고 있을때 안현수는 멀찌감치 혼자 떨어져 있었다.
세계선수권이 끝나고 돌아온 인천국제공항에서 안현수의 아버지는 대한빙상연맹 부회장 김형범과 싸움을 한다. 당시 안현수의 아버지는 코치와 선수들이 짜고 안현수의 종합우승을 막으려고 하였다고 주장하였다. 공항사건과 선수들간의 세계선수권 3000m 충돌 상황은 뉴스영상으로 그대로 보도되었다. 이에 따라 대한빙상경기 연맹 진상조사위원회는 선수들에 대한 징계여부를 판단하였으나 비디오 판독과 선수들의 진술로 충돌이 있었던 안현수, 이호석, 오세종 모두 고의가 없다고 결론이 내려졌다. 당시 진상위원회의 동국대학교 체육학과 교수 채환국 위원장의 말에 따르면 다음과 같다. "100여 번 이상 비디오를 재생한 결과 고의적인 충돌이 아니었다는 결론을 내렸다". "안현수의 스케이트 앞날이 빙판에 걸리면서 이호석과 부딪혔고, 오세종 역시 캐나다 선수의 반칙으로 밀리면서 안현수와 충돌했다."
하지만 당시 언론들은 1세대 지도자 유태욱과 전명규의 권력싸움과 한국체육대학교와 비 한국체육대학교의 파벌싸움을 보도하였고, 진상조사위원회는 대표선수나 대표팀 지도자 선발과정에서 힘을 과시하기 위한 지도자들의 욕심이 파벌문제로 깊어졌다.고 지적하였다.
2010년 벤쿠버 동계 올림픽이후 한국 쇼트트랙은 승부조작과 파벌 스캔들에 휩싸였다. 같은 파벌 선수들과 코치진들끼리 올림픽과 세계선수권의 종목 출전권 거래가 이루어졌다. 하지만, 곧 선수들의 분열을 가져왔고, 폭로되었다. 이 사건은 선수들의 부모들로부터 서로에게 전달되며 퍼지기 시작했고, 안현수의 아버지에 의해 폭로되었다.
안현수의 아버지가 2010년 벤쿠버 올림픽 국가대표 선발전 승부조작 사건을 폭로하게 된 계기는 다음과 같았다. 이정수의 가족들은 이정수가 발목 부상을 당하지 않았음에도 발목 부상을 이유로 세계선수권 개인전 종목 출전을 못했음을 알게된다. 이정수의 아버지는 당시 국가대표 대표팀의 선수를 지냈던 권수현 선수의 아버지인 권금중에게 이 사건을 알렸고 그들은 대한체육회 조사위에 대한빙상연맹에 대한 감사를 신청하기를 결정하고, 사건의 조사를 위해 200명의 사람들에게 서명을 받았다. 하지만, 대한체육회 조사위에 감사를 신청하기 위해서는 300명 이상이 필요했다. 그들은 영향력이 있는 안현수의 팬 카페에 안현수의 아버지가 이 사건을 써서 공개해주길 요청한다. 안현수의 아버지 주변에서는 아들을 위해서 사건을 밝히지 마라 했으나 결론적으로 이 사건은 한국 사회와 대중들에게 완전하게 공개된다.
2010년 승부조작 사건의 파문은 수개월동안 지속되었다. 대한빙상연맹은 이정수와 김성일 선수가 세계선수권에 출전하지 않겠다는 각서를 언론에 공개한다. 그리고 선수들의 자의로 각서가 써졌다고 반박하였다.
그 파장은 당시 한국사회와 체육계를 뒤흔들었다. 벤쿠버 올림픽에 참가했던 선수들 이정수, 곽윤기 그리고 성시백까지 코치들 사이에 진실게임이 벌어졌고 서로를 비난하였다. 이정수-곽윤기 선수둘의 징계는 3년에서 6개월로 내려갔으나 대표팀 사령탑 김기훈 감독과 관련된 코치 전재목, 송재근, 최광복 등의 코치들은 모두 징계를 받았고, 쇼트트랙 담당 책임자였던 유태욱 부회장과 전명규 기획 부회장 등의 빙상연맹 지도부들도 모두 사퇴했다.
하지만, 이때 이정수는 강압이 담합으로 바뀌었다고 항의를 하였다. 이정수는 대한체육회 감사와 기자회견을 통해 "전재목 코치가 윗선의 지시를 받았을 것"이라고 주장했다. 남자 대표팀을 지도한 전재목 코치 역시 "내 마음대로 다 되겠느냐."고 말한바 있다. 파문 당시 많은 빙상인들은 선수측에서 주장하는 '윗선'의 실체를 규명하는 것이 중요하다고 입을 모았다. 올림픽이나 세계선수권 같은 큰 대회에서 코치와 선수가 '선발전 순위'라는 원칙을 무시하고 독단적으로 출전 선수를 결정할 수 있었겠느냐는 것이었다. 안현수의 아버지 안기원은 코치들에게 지시를 한 빙상연맹 고위 관계자 두명 유태욱과 전명규를 당시 지목했었다. 당시 유태욱은 안기원을 고소하겠다고 인터뷰 하였으나 고소는 이루어지지 않았다.
2010년 승부조작 사건의 파장은 의도하지 않게 내부고발자 입장이 되어 버린 안현수가 휘말려 타격을 받게되는 결과를 가져왔다. 예정되어 있던 대표선발전 일정이 안현수의 군사훈련 뒤로 이동되었고, 대표팀 선발방식도 바뀌면서 논란이 제기되었다. 2010년 중앙일보와 조선일보는 벤쿠버 올림픽 대표선발전이 토리노 올림픽 3관왕을 이루었던 안현수와 진선유를 배제시키기 위해서 그들의 부상이 있었던 때에 치러졌다는 보도를 하였으며, 빙상계 내부의 파벌 다툼에서 안현수와 진선유가 희생됐을 가능성이 있다고 보도하였다. MBN은 파벌문제를 저격하면서 안현수가 파벌수장의 말을 듣지 않아 올림픽 대표선발에서 제외되었다고 보도하기도 하였다.
그해 2010년 안현수의 실업팀인 성남시청 직장운동부 빙상팀은 해체되었고, 안현수를 원하는 팀은 없었다. 그리고 부상, 파벌, 실업팀 해체 등의 여러 논란들은 안현수의 귀화로 이어진다. 안현수는 2011년 러시아로 국적을 변경을 하고 2014년 동계 올림픽에서 2006년 때처럼 금메달 3개와 동메달 1개를 획득하였고, 당시 한국 남자대표팀은 단 1개의 올림픽 메달을 획득하지 못하면서 올림픽 당시 한국의 언론들과 대중들은 한국빙상연맹을 비난했다, 특히 빅토르 안이 실업팀을 선택하는 과정에서 전명규와 사이가 멀어진 이후 국가대표 선발에 방해를 하는 등 불이익을 주고, 은퇴를 종용하여 러시아를 선택하게 하는 원인 제공을 했다고 알려진 전명규 한국빙상연맹 부회장은 비난의 집중 대상이 되었다. 2014년 3월 빅토르 안이 6번째 세계선수권 종합 우승 타이틀을 획득한 날 전명규는 부회장 직에서 사임한다.

#### 빙상 대부와 빙상 적폐의 논란, 전명규
한국 빙상연맹이 논란이 될 때마다 그 중심에 언급되어 온 사람은 한국체육대학교 교수이자 빙상연맹 부회장이었던 전명규였다. 그는 2010년 벤쿠버 올림픽 승부조작 파문으로 빙상연맹 부회장에서 사임했으나 2년뒤에 복귀하였다. 그리고 2014년 3월 안현수 후폭풍으로 다시금 사임했으며, 평창올림픽을 앞두고 2017년 다시 빙상연맹 부회장에 복귀하였다. 그리고 2018년 4월 SBS 그것이 알고싶다에서 고 노진규 선수의 골육종을 방치해서 죽음에 이르게 했다는 의혹에 대한 폭로 방송이후 전명규는 대한빙상연맹 부회장 직에서 다시금 사임한다. 전명규는 김기훈-김소희-전이경-김동성-안현수-모태범-이상화-이승훈 등의 올림픽 금메달 리스트들과 세계챔피언 들을 발굴 지도 했고, 그의 제자들이 국제무대에서 획득한 메달은 수백개가 넘었기에 한국 빙상의 대부라는 평가를 받았다.
그와 그를 옹호하는 사람들은 그의 제자들과 한국체육대학교 선수들이 국제대회에서 높은 성과를 거두면서, 이를 질투하는 세력들이 정치권력과 손을 잡고 자신을 음해한다고 변호하였다. 그리고 안현수를 압박하여 러시아 귀화를 가게만들었다는 주장들과 관련해서는 안현수와 전명규는 좋은 사제관계이다. 안현수 본인의 의사가 중요하다. 안현수 본인은 파벌문제로 귀화한게 아니고 전명규 부회장의 문제도 아니라고 한다. 빙상권력을 얻으려는 다른 파벌세력이 그의 귀화를 이용한다고 주장하기도 하였다. 실제로 빅토르 안은 파벌문제, 전명규 부회장과의 불화, 대한빙상연맹과의 불이익을 2014-2018-2022년 세 번의 올림픽 기간동안 여러차례 부정한다.
하지만, 전명규의 반대편의 비평가들은 다음과 같이 주장하였다. 빙상계 파벌갈등을 심화시켰다. 국가기관인 한국체육대학교 빙상장을 마음 대로 좌지우지 했다. 한국체육대학교 세력은 이미 권력의 카르텔이다. 선수의 국가대표 선발과 대학입학선수선발, 국가대표와 실업팀의 코치선발 그리고 선수의 실업팀 입단까지 관여하는 전횡을 일삼았다. 그리고 결정적으로 한국빙상스포츠에서 일어나는 폭력과 성폭력을 은폐시켰다.

#### 한국빙상의 성폭력 사건

##### 실업팀과 대한빙상연맹 그리고 대한체육회
실제로 2014년에는 2012년 여자 제자를 성추행 하려고 한 전교수의 제자가 국가대표 코치이며 성범죄 은폐의 대가는 실업팀의 입단이었다는 사실이 폭로가 되었다. 대한빙상연맹의 고위 관계자들이 선수들의 급여와 선수 생명과 연결되는 실업팀으로 압력을 행사한다는 것은 2010년 안현수가 성남시청 실업팀 해체이후 어디도 갈수가 없었던 때의 논란부터 제기되었다. 2014년 화성 지방 정부 팀 소속이었던 여자 선수들은 당시 팀의 전권을 맡고 있던 빙상팀 감독을 성추행으로 고소하였다. 당시 감독은 선수 선발과 재계약 전권을 가지고 성폭력으로 압력을 행사하였다고 피해자의 폭로가 나오기도 했다. 당시 화성시청은 감독 뿐만 아니라 선수들도 해고하였다. 2015년 감독은 법적인 처벌을 받았다. 당시 대한빙상경기연맹은 영구제명 처분을 내렸고, 재심 요청에도 또 다시 영구제명으로 확정했다. 하지만 최종 3심인 대한체육회 선수위원회에서 3년 자격정지로 감형되었다.

##### 심석희의 폭행과 성폭행 미투 파문
심석희는 2018년 어린시절부터 지도해왔던 국가대표 코치의 폭행을 폭로하고 2019년 성폭행이 있었음을 폭로한다. 심석희의 당시 법정 증언에 따르면 다음과 같다. “초등학교 때부터 상습적으로 폭행과 폭언을 당했다. 아이스 하키채로 맞아 손가락이 부러졌다. 올림픽 직전에는 죽을수 있을 것 같다는 생각이 들정도로 폭행을 당했다.
2018년 올림픽 대표팀의 총감독이자 한국 대표팀을 승리로 이끌었던 김선태는 심석희의 폭행을 방관했고 폭행사건을 무마하려 했으며 이후 성폭력 피해가 올림픽 직후 드러나 그에 대한 책임으로 평창올림픽 이후 대한빙상연맹으로부터 지도자 자격정지를 받았다. 또한 당시 대한체육회와 전명규 부회장이 제자였던 코치의 폭행과 성폭행이 었었던 사실을 은폐 하려고 했다는 것이 확인되었고, 한국체육대학교는 정부의 감사를 받았고, 2019년 8월 전명규는 한국체육대학교 교수직에서 파면된다.
하지만, 대한빙상연맹과 전명규 교수가 논란과 조사를 받으면서 2018년 2월에는 빅토르 안이 자신의 귀화는 전명규 교수의 압력 때문이 아니다.라고 한것과 2019년 8월에는 사건의 피해자였던 심석희와 한국체대 빙상부들이 전명규 교수의 해임에 반대하면서 탄원서를 내는 등 2018-2019년 빅토르 안과 심석희 등 폭행과 압력 등을 받은 것으로 알려진 선수들이 전교수를 보호하는 발언을 하는 등 혼란스러운 상황이 반복되었다.

#### 젊은 빙상인 연대와 전명규
2018-2019년 심석희의 폭행 폭로가 시작이었던 당시 빙상계 미투 운동과 함께 전명규 교수를 고발하고, 한국빙상연맹과 한국체육대학교 카르텔 고발에 앞장섰던 빙상인들은 '젊은 빙상인 연대'였다. 2019년 1월 21일 당시 젊은빙상인연대의 법률 자문을 맡았던 박지훈 변호사는 서울 여의도 국회 기자회견에서, 다음과 같이 고발하였다. "전명규 교수 당신이 지도자고, 교수고 스승이냐고 묻고 싶다. 당신의 제자가 가해자이고, 당신의 제자가 피해자이다. 한국체대는 국립대이고, 한국체대 교수들은 모두 교육공무원 신분이다. 하지만 한국체대에서 벌어진 각종 사건사고가 이곳이 국민의 세금으로 운영되는 국립대인가 하는 의문을 가지게 된다. 한국체대에 대한 정부의 강도 높은 감사를 촉구한다."
2019년 1월 21일 오후 전명규 교수는 서울 송파구 올림픽파크텔에서 기자회견을 열어 자신과 관련된 성폭력 은폐 의혹에 관해 부인하였고, 전 교수는 자신을 빙상계의 적폐라고 지목하는 젊은 빙상인연대가 정치권과 연결되어 있는 파벌세력임을 주장한다. 그리고 젊은빙상인연대가 조재범을 회유하여 거짓 진술서를 쓰게 하였다고 주장하였다. 이와 관련되어 당시 젊은 빙상인 연대의 대표 여준형은 빙상계에 파벌프레임은 사라졌다면서 전교수의 1인 독재 체제임을 강조했으며, 선수들의 인권과 미투운동을 강조했다. 하지만 이후 젊은 빙상인연대의 중심이었던 성남시 탄천 빙상장에서 2020년 8월 코치가 선수들을 폭행하는 사건이 발생하였으며, 당시 성남시청이 이를 방조한 것이라는 논란이 제기되었다. 그리고 젊은빙상인연대가 자신들에게 협조하지 않는 빙상인들은 '적폐'로 몰아 세웠고 권력을 휘둘렀음이 폭로되었고, 젊은빙상인연대에 참가했던 몇몇 지도자들 역시 선수 폭행 전력이 있음이 드러났다.
2020년 12월 젊은 빙상인 연대의 대변인이었던 박지훈 변호사는 다음과 같이 비판했다. "그들은 인권을 말했지만 활용하기만 했을 뿐이다. 그들은 진보의 가면을 쓴 추악한 분열만 남겼다. 명분을 내세워 권력투쟁을 추구한 것 뿐이다. 나는 그들에게 이용만 당했다는 느낌을 받았다."
전명규는 2020-2023년까지 3년동안 국가와 한국체육대학교를 상대로 한 소송에서 거의 대부분 승소하였다. 그리고 2023년 한국체육대학교 교수직에 복귀하였다. 하지만 당시 병원의 오진이 먼저 있었다는 것이 밝혀졌으나, 그는 노선영 등 노진규 선수의 유족들이 국가인권위원회에 고발했던 압력을 행사해서 대한민국 팀의 올림픽 출전권확보를 위해 골육종에 걸린 선수를 경기에 계속 뛰게 하여 치료를 막았고 선수를 죽음에 이르게 했다는 판결에 대한 항소에는 패소하였다.

#### 한국 빙상계의 국정농단 게이트 연루사건
2016-2017년 한국의 빙상연맹은 국정농단 게이트에도 거론되기도 하였다. 당시 최순실의 조카 장시호는 동계센터 건립을 목적으로 국민의 세금을 수억을 횡령하였다는 비난을 받았으며, 이 때문에 유명 스피드 스케이팅 선수출신 빙상 지도자 이규혁이 국회청문회에 출석하고 조사를 받기도 하였다. 최순실과 장시호는 지자체 직장운동부 코치와 감독 선임까지 개입 하기까지 하였다는 것이 밝혀지기도 했는데, 당시 장시호가 제안한 강릉시청 감독자리를 1998년 나가노 올림픽 금메달리스트 김동성이 거절하면서, 2006년 토리노 올림픽 금메달 리스트 송석우의 임명에 관여하는 등 지자체 인사까지 좌지우지 했다는 것이 밝혀지기도 했으며, 전이경, 제갈성렬 등의 빙상인들이 관련되어 거론되기도 하였다. 아이러니 한 상황은 그들의 일부는 전명규를 비난했던 빙상인들이었다. 정치권력이 그들과 결탁하여 코치 선임에 압력을 행사했다는 폭로, 국민의 세금이 횡령이 되었다는 의혹 그리고 과거 그들의 성추문 은폐이력까지 언급되었다.
이와 관련해서 2018년 2월 한국빙상연맹을 조사하던 국회의원 안민석은 구악과 신악의 전쟁이라면서, 과거 빙상연맹 회장이었던 장명희와 빙상연맹 부회장인 전명규 세력이 전쟁과도 같은 권력 싸움을 수십년째 해오고 있다고 언급하기도 하였다.
2021년 한국의 국가 인권위는 빙상종목 선수들이 받고 있는 학대, 인권침해 그리고 주요 가해자들이 선수들의 지도자임을 지적했다. 실업 빙상선수 폭력 피해는 75%로 타 종목의 2배이상으로 높았다. ‘한 달에 1~2회’주기적으로 폭행을 당했으며,‘거의 매일’이라는 응답도 25%나 됐다. 선수들의 증언에 따르면 다음과 같다. "한참 맞을 때는 아이스하키채 3개가 부러질 정도로 맞았어요. 20분 동안 라커룸에 갇혀서 맞아본 경험도 있어요." "라커룸에 데려가서 스케이트를 신기고 스케이트 타는 자세를 잡으라고 한 뒤 등, 엉덩이, 허벅지처럼 안 보이는 데만 때려요."
그리고 성폭력 사건은 다시금 터졌다. 2022년 국가대표 출신 피겨스케이팅 코치 이규현은 여자선수를 강간미수를 한 것으로 4년형을 선고 받았다. 1심 재판에서 검찰은 다음과 같이 언급하였다. 피고인의 집안은 한국에서 유명한 빙상가문이며, 그 영향력으로 피해자는 일상생활이 불가능하다.

### 한국 스포츠와 폭력의 되물림
2018년 12월 6일 스포츠서울 편집국장 위원석은 네이버 칼럼 〈한국 쇼트트랙과 '전명규의 유산'〉에서 전명규의 저서에 나온 전명규의 증언을 자신의 칼럼에 인용하였다. 위원석에 따르면 전명규는 체벌이라는 이름의 폭력을 '필요악'으로 판단하였고, 전명규는 스스로도 맞으면서 컸던 선수였다고 증언하였다.
'지금 생각해도 난 참 많이 맞았다. 지도자들은 걸핏하면 때렸다. 중학교 때 잠깐 개인교습을 받은 적이 있었는데 그 선생은 때리는 게 일상이었다. "내가 이렇게까지 맞으면서 스케이트를 타야 하나?" 나는 부모님께 상의도 하지 않고 그만두겠다고 말했다. 그 선생은 그때부터 때리기 시작해서 자기가 힘이 빠져 더 이상 때릴 수 없을 때까지 때렸다. 나는 오늘이 마지막이다라는 생각으로 샌드백처럼 묵묵히 두들겨 맞았다. 감정을 드러내서 때리면 안된다는 것을 그때 배웠다. 그러나 나도 선수촌에 있을 때 경우에 따라서 체벌을 했다. 체벌 자체가 나쁘다고 생각하지 않았다. 물론 체벌을 하지 않고 훈련을 할 수 있다면 그건 가장 좋은 일이다. (전명규의 책 인용)
스스로 맞으면서 컸던 선수였던 전명규가 지도자가 된 뒤 선수들에게 폭력을 가한 것은 한국 스포츠의 역사이다. 전명규가 밝힌 증언은 사람이 달라지고 종목이 달라져도 대부분의 한국 체육계에 그대로 통용될 수 있는 '현실'이었으며, 그러한 폭력 위에서 한국 스포츠는 올림픽 4위(1988 서울 올림픽의 경우)와 같은 성과를 올렸다. 전명규가 폭력을 훈련의 방법이라 그대로 글을 쓰고 책을 냈었던 당시는 2003년 이었다.
2018년 12월 솔트레이크 올림픽 금메달리스트 주민진은 국가대표 시절 코치였던 전명규에게 폭행당했던 것을 폭로한다. 그리고 폭력은 되물림 된다고 말하였다.

### 선수 안전 보호의무 책임회피 논란
2008년 1월 안현수는 국가대표팀 훈련장인 태릉선수촌 훈련 중에 미끄러지면서 펜스에 왼쪽 무릎을 부딪혀 슬개골이 골절되었다. 얼음이 파인곳에 스케이트날이 들어갔고 넘어졌는데 무릎이 펜스에 부딪쳤다. 당시 펜스는 망가져 있어서 딱딱하게 얼어있었고, 쇼트트랙 특성상 선수가 미끄러지는 것을 대비하여 펜스에 쿠션이 되어 있어야 하는데 그렇지 않았다. 결국 얼어있던 펜스에 미끄러져 심각한 부상을 당했다. 그러나 안현수(빅토르 안)의 소속팀이었던 당시 성남시청 황익환 코치의 인터뷰에 따르면 국가대표 훈련장에서 펜스가 문제가 생겨 부상을 당했음에도 당시 대한빙상연맹은 병원치료비, 재활비 등 그 어떤 책임을 지지 않았다고 한다.
2013년 3월 쇼트트랙 선수 A는 국가대표 선발전을 앞두고 광운대학교 아이스링크장에서 훈련을 하던 중, 펜스와 충돌했다. 2015년 3월 언론보도에 따르면 "앞에서 주행하던 선수의 한쪽 스케이트 날이 얼음에 박혀 넘어지면서 다른쪽의 날이 얼굴로 급하게 들어와 그것을 피하다가 뒤에 오는 선수와 부딪혔고 이후 안전펜스와 충돌했다."고 설명했다. A씨는 이후 2년동안 수술을 반복했고, 이 사고로 척수손상에 의한 하지마비 증세를 보여 지체장애 1급 판정을 받았다. 당시 아이스링크의 펜스는 안전기준에 미달되어 있었으나, 빙상연맹 소속 선수였기에 광운대에게 보험금 지급 의무가 없었다. 선수는 이후 수년간 법적 싸움을 해야했으나, 빙상연맹은 조사의지가 없었으며, 책임회피만 하였다.
한국은 쇼트트랙에서 올림픽과 세계선수권에서 많은 메달을 획득했음에도 쇼트트랙 전용 빙상장은 국가대표 팀 훈련장인 진천선수촌외에 한국체육대학교 빙상장 하나 뿐이다. 한국체육대학교 빙상장은 국제빙상연맹 ISU 규격에 맞는 부상방지 펜스가 갖춰져 있다.
피겨 스케이팅 선수들를 위한 전용 빙상장은 하나도 없으며, 아이스하키 쇼트트랙과 같이 사용하고 있다.

### 선수들에 대한 지원 및 행정 처리 미숙 논란
2008년, 김나영은 2008-2009 ISU 피겨 그랑프리 시리즈에서 6차 대회(NHK 트로피)에만 초청을 받았었으나 5차 대회(컵 오브 러시아)에 결원이 발생하였고, 이 사실을 알게 된 김나영 팬카페 운영자인 15세의 남자 중학생과 20대 여대생 팬의 노력으로 5차대회에 초청을 받게 되었다. 그러나 이 과정에서 두 팬이 사전에 빙상 연맹에 상황을 알렸음에도 '개최국에서 연락이 오기 전 까지는 아무 것도 할 수 없다'고 말한 사실이 밝혀져 큰 비난을 받았다.
2018년 1월 노선영은 2018년 평창올림픽을 앞두고 대한빙상경기연맹의 행정 착오로 출전이 무산될뻔하였다. 국제빙상연맹 규정에 따르면 올림픽 팀 추월에 출전하는 선수는 개인 종목 출전권도 획득해야 한다. 하지만 빙상연맹은 개최국의 단체 출전권만 확인하여 노선영의 국제 대회 랭킹 포인트 관리를 하지 않았다. 연맹은 엔트리가 최종 확정된 다음 출전이 무산된 사실을 노선영에게 알렸다. 노선영은 이후 일부 선수들이 출전이 무산되면서, 올림픽에 출전할수 있었으나 이를 시작으로 따돌림, 파벌, 빙상연맹의 논쟁과 김보름과 노선영의 분쟁이 제기되었다. 이로인해 김보름도 극심한 상처를 받았고, 그들은 올림픽 이후 2020년부터 2023년까지 서로간에 법정 소송을 하게되었다. 김보름이 일부 승소하면서 사건이 마무리 되었으나 2022년 재판당시 재판부는 다음과 같이 지적하기도 하였다. "대한빙상연맹과 코치, 감독들이 선수들을 지옥으로 몰아부쳤다."
2023년 세계 쇼트트랙 선수권 대회가 7년만에 한국에서 열렸으나 빙상연맹이 티켓판매운영에 미숙한 대처를 보여 논란이 있었다. 이는 인터넷 및 현장 판매 모두 마찬가지였고, 암표 판매로 이어졌다. 혼란스러운 기약없는 대기줄로 인해서 현장티켓을 구매하러 왔다가 돌아가야 하는 팬들도 생겨났고, 티켓을 구매하기 위해 기약없이 대기하는 팬들을 향해 외국기자들이 노숙자냐고 물어보는 해프닝도 발생하였다.

## 빙상계에서 일어난 사건들
다음은 대한빙상경기연맹과 한국빙상계에서 일어났던 연맹관계자들과 산하 코치들과 관련된 횡령, 금품수수, 음주운전 뺑소니 사고, 불법도박, 폭행, 성폭행 등의 사건사고 목록이다.

### 1970-2000년
- 1970년 전 빙상국가대표 이모씨는 일본 삿포로를 방문했을 당시 19살이던 재일교포 여성의 성폭행을 시도, 미수에 그쳤다. 춘천지법 형사합의부는 사건 2년이후 1972년 10월 강간미수죄로 징역 1년, 집행유예 2년을 선고했다.[109][110]

- 1971년 홋카이도 전지훈련 당시 빙상연맹 간부들이 기자들을 집단 폭행한 사건으로 전원 사퇴하였다.[111]

- 1991년 감독의 폭행과 사생활 간섭으로 선수촌에서 무단 이탈했던 제갈성렬과 오용석, 유선희에 대해 2년간 선수자격 정지 징계를 내려 논란이 있었다. 이후 6개월로 자격정지 기간이 내려가 1992년 동계 올림픽에 출전할수 있었다.[112][113]

- 1992년 장명희 부회장은 일본에서 열린 제2회 세계 쇼트트랙 팀 선수권 대회 당시 국가대표 선수 선발로 쌍방울 실업팀 감독을 폭행했던 것으로 논란이 되었다. 장명희 부회장은 당시 "너하나 없애고 빙상연맹을 해체하겠다."는 말을 하며 감독을 구타했다고 한다.[114][115] 2019년 이와관련하여 다시 언급한 CBS 노컷뉴스의 체육계 인사에 따르면 "당시 회장은 선수 출전을 놓고 불만이 생기자 이를 설득하려 했지만 되지 않자 폭행한 것"이라고 하였다.[18]

- 1994년 11월 8일 장명희 빙상경기연맹 회장 퇴진추진위원회는 8일 프레스센터에서 기자회견을 갖고 "장 회장이 실무부회장이던 지난 90년과 91년 이인숙 전 연맹이사와 전 국가대표 코치의 부인 등으로부터 금품을 받았다."고 폭로했다.[17]

- 1994년 12월 일본 오비히로 ISU 스피드스케이팅 월드컵 대회 뒤 파티를 마치고 선수단이 모두 숙소로 돌아간 가운데 고등학생이던 이규혁은 음주 상태에서 일본 여대생 선수와 불미스러운 사건이 있었다. 연맹은 수 개월 뒤 항의 하는 일본 관계자들로 인해 알게되었는데 당시 장명희 회장은 별다른 징계 없이 이규혁에게 반성문을 받는 선에서 사건을 덮었다. 이규혁은 2016년 11월 다음과 같이 밝혔다. "너무 어리기도 했고, 파티에서 어울려 술을 마신 가운데 일어난 일이다. 문제가 될일은 아니다.". "일본 측도 항의 방문이 아니라 어떤 일이었는지 알아보고 서로 조심하자는 의견을 주고받은 것으로 안다"면서 "만약 정말 문제가 됐다면 어떻게 이후 선수와 코치 생활을 할 수 있었겠는가"라고 반문했다." 이규혁은 2016년 스포츠토토 빙상단 감독으로 선임됐지만 국정농단의 중심 최순실의 조카 장시호와 얽힌 사실이 밝혀지는 등 논란이 되자 사퇴했다.[18][19]

- 1995년 1월 장명희 빙상연맹 회장은 국가대표팀 코치 유태욱의 폭행에 못견디고 선수촌을 이탈한 선수 이준환에 대해 징계를 내렸다.[116]

- 1996년 12월 쇼트트랙 감독 전명규와 전 국가대표인 한국체육대학교 대학원생 박세우가 폭행으로 서로를 맞고소하였다. 박세우는 전명규에게 뚜렷한 이유없이 쇠파이프로 맞아 전치 4주의 중상을 입었다고 고소장을 제출했고, 전명규 또한 박세우에게 맞아 전치 3주의 부상을 입었다고 서로를 고소했다.[117]

### 2001-2010년
- 2001년 2월 전 국가대표 코치이자 한국체육대학교 교수와 이화여자대학교 교수가 빙상특기생들의 입학청탁 금품 뇌물 수수 및 배임혐의로 입건되었다. 재판부는 2021년 5월 한국체육대학교 교수에게 3년 실형을 선고하였다.[118][119] 2002년 3월 한국체대 빙상부 학생들은 선배를 구속시킨 전감독(전명규)을 받아들일수 없다 하면서 시위를 하였다.[120]

- 2003년 4월 여자 쇼트트랙 팀 코치 이준호가 선수 구타 의혹이 제기되어 대표팀 코치에서 사임하였다.[121]

- 2004년 11월 여자 쇼트트랙 팀 코치 김소희, 최광복이 대표팀 여선수들의 구타폭로 파문으로 대표팀 코치에서 사임하였다.[20]

- 2005년 3월 쇼트트랙 팀 코치 윤재명이 대표팀 2005년 동계 유니버시아드 대회에서 안현수, 성시백이 구타당한 사건의 폭행방조 문제로 대표팀 코치에서 사임하였다.[122]

- 2005년 5월 서울 강동 경찰서는 오스트리아 인스부르크 동계 유니버시아드에서 안현수와 성시백을 폭행하여 대표팀에서 퇴출된 선수의 복귀를 위해 학부모로 부터 돈을 받고 선수를 쇼트트랙 국가대표팀에 넣어 준 혐의로 대한빙상경기연맹 부회장 2명을 불구속 입건했다.[15]

- 2006년 4월 인천국제공항에서 안현수의 아버지 안기원과 대한빙상연맹 부회장 김형범 사이에 폭행사건이 일어났고, 연맹과 학부모가 서로 법적대응을 하겠다고 하면서 갈등이 극대화되었다.[123][124] 대한빙상연맹은 사건의 발단이 된 파벌문제와 세계선수권 3000m 충돌과 관련 상벌위원회를 열어 선수단 징계를 검토하였으나 비디오 판독과 진술들을 종합해 선수들 모두에게 고의성이 없다고 판단하였다.[28][30] 2006년 5월 연맹은 안현수의 아버지 안기원에게 대한빙상연맹 주최대회에 출입을 금지하는 1년 학부모 근신징계를 내린다.[125]

- 2010년 4월 국가대표 쇼트트랙 상비군 코치가 여중생 제자 성폭행 혐의로 구속되었다.[126]

- 2010년 4월 벤쿠버 올림픽-세계선수권 국가대표팀 승부조작 사건 파문으로 인해서 총감독 김기훈, 코치 전재목, 최광복, 송재근이 모두 빙상연맹의 징계를 받았다. 유태욱 쇼트트랙 담당 부회장과 전명규 기획 부회장 그리고 박성인 회장등 모든 임원들도 사퇴해야 했다.[127][128]

- 2010년 7월 음주운전을 하고 사고를 낸 쇼트트랙 국가대표 코치 최광복에게 징역 1년 집행유예 2년이 선고되었다.[129]

- 2010년 12월 국가대표 출신 코치들이 고3학생들의 대학진학률을 위해 승부조작을 하다가 불구속 입건되었다.[7] 2011년 11월 재판부는 올림픽 금메달리스트이자 방송사 해설위원으로 활동했던 이준호에게 징역 6개월 집행유예 2년이라는 1심 판결을 깨고 1200만원이라는 벌금형을 선고하였다. 양형 이유에 대해 재판부는 다음과 같이 밝혔다. "이씨가 올림픽 금메달을 획득해 쇼트트랙 발전에 기여했고, 지도학생을 위한것이었고 승부조작으로 경제적 이득을 얻지는 않은 점이 고려되었다.[130]

### 2011-현재
- 2014년 1월 국가대표 코치가 2012년 자신이 지도하던 여자 선수를 오피스텔로 유인해 성추행을 시도했던 것이 알려졌다.[131]

- 2014년 4월 화성시청 쇼트트랙 빙상팀 감독과 여자선수들이 서로 맞고소를 하였다. 2015년 6월 법원은 감독에게 징역 2년 6월 집행유예 3년을 선고하였다.[132][63]

- 2014년 A대학 빙상부 코치가 미성년자인 학생선수를 2년간 성폭행하고 아이가 생기지 않게 배를 폭행하여 갈비뼈를 부러트렸다. 당시 피해자는 수면제를 먹고 자살을 시도했다.는 것이 2016년 10월 국정감사 자료를 통해 확인되었다.[133]

- 2015년 5월 올림픽 메달리스트 출신 강릉시청 코치가 2010년부터 2015년까지 5년간 선수들의 훈련비와 빙상장 대관료 명목으로 2억 3천만원을 횡령한 혐의로 입건되었다.[134]

- 2016년 5월 쇼트트랙 국가대표들과 전코치가 9억원대 불법도박을 하여 불구속 입건되었다. 코치 백씨는 4억원 가량을 도박자금으로 쓴것이 확인되었다.[135]

- 2018년 7월 빙상계 거물인 유태욱, 목동빙상장 소장의 직원들에 대한 갑질 및 폭언과 폭행 채용비리에 대한 의혹이 제기되었다.[136][137] 또한 유통기한 지난 음료수 에 대해 강매를 강요했다는 의혹도 제기되었다. (단 자의로 구매되었다고 이후 조사로 밝혀졌다.) 그리고 목동 빙상장의 비정상적인 운영행태와 근무체계는 1인자인 유태욱 소장이 강압적으로 조직을 이끄는 데서 기인한다는 폭로가 이어졌다. 여러 전현직 빙상장 관계자는 유 소장의 폭언과 강압적 행태에 대해 폭로했다. 유태욱 소장은 2013년부터 2016년까지 동계스포츠센터 사장으로 목동빙상장 운영을 총지휘했었다. 제보자들의 폭로에 따르면 다음과 같다.
" 목동빙상장에서 폭언과 욕은 일상입니다. 피해자는 대부분 약자인 강사와 힘없는 직원들이에요. 학부모나 학생이 듣건 말건, 욕 듣는 사람 자존심이 상하든 말든 상관하지 않아요. ‘그분’ 기분이 풀릴 때까지 폭언과 욕설이 이어집니다. 요즘 같은 세상에 어떻게 그런 일이 가능하냐고요? 가능하죠. ‘그분’이 목동빙상장의 절대권력자고, ‘그분’ 뒤에 더 힘 있는 분들이 비호해주고 있으니까요."
이와 관련하여 한 시민단체는 11월 국가인권위원회에 목동빙상장 유태욱 소장과 서울시에 대해 진정서를 제출했다. 서울시는 빙상장 내서 발생한 폭언과 폭력, 채용비리에 대해 2018년 8월 특정감사에 착수했다. 하지만 3개월이 지나도록 아무 결과가 없었고 감사 의지가 있는 것 맞냐는 비판이 있었다. 2019년 4월 서울시는 목동빙상장 유태욱 소장 등 임직원 6명에 대해 징계 처분을 내렸으며 그 가운데 유태욱 전 소장을 비롯한 임직원 4명은 중징계 처분을 받았다.[138][139]

- 2018년 12월 전 2002년 솔트레이크 올림픽 금메달리스트 주민진은 국가대표 시절 코치였던 전명규에게 폭행당했던 것을 폭로한다. 그리고 자신을 위로해주던 선배가 코치가 되어 가해자가 되었다며 폭력은 되물림 된다고 말하였다.[90]

- 2019년 3월 노선영과 유족들은 3년전(2016년) 숨진 동생 노진규의 죽음에 책임이 있다며 전명규 전 빙상연맹 부회장을 고발했다. 노진규의 유족들은 강압적인 경기 출전과 훈련 강요로 제때 치료를 받지 못해 사망에 이르렀다고 하였다.[140][83]

- 2020년 10월 성남시청 빙상팀과 성남 빙상장에서 코치의 폭행과 폭언이 확인되었다.[141][142] 폭행당사자인 코치는 탄천링크에서 운동을 하는 선수들의 부모들 32명의 서명을 받아 폭행의혹을 제기한 언론에 정정보도를 요청 하기도 하였다.[76]

- 2021년 2월 국가인권위원회는 고 노진규가 2016년 골육종으로 세상을 떠난 책임에 전명규 전 한국체대 교수(전 대한빙상경기연맹 부회장)와 백국군 코치 등 당시 코칭스태프들이 고인의 투병 사실을 알고도 올림픽 메달 획득을 위해 피해자의 건강 상태를 고려하지 못한 채 과도한 훈련과 무리한 대회 출전을 지속한 사실이 있다. 이에 적절한 치료를 받지 못해 피해자가 사망에 이르렀다고 볼 개연성도 있다”고 하였다. 이는 2020년 법원이 피해자의 죽음에 의사의 오진이 영향을 미친 것을 인정한데이어 인권위가 피해자 죽음에 빙상계 인사들의 책임이 있음을 확인한 것이다.[83]

- 2021년 4월 국가인권위원회는 빙상선수 인권은 인권상황이 전반적으로 취약한 스포츠 분야 가운데서도 특히 심각하다”고 지적했다. 자존심을 건드리는 말이나 욕, 비난, 협박하는 말을 듣거나, 소리를 지르거나 물건을 던져 공포감을 주는 행위 등을 한 번 이상 경험했다고 응답한 빙상선수는 초등학생 28.3%, 중학생 19.9%, 고등학생 25.9%, 대학생 50%로 전체 종목 평균(초등학생 19%, 중학생 13.8%, 고등학생 14.6%, 대학생 31%)을 크게 웃돌았다. 특히 실업 선수 응답은 75%로 전체 종목 실업 선수 평균(33.9%)보다 두 배 이상 높았다. 신체폭력을 당했다고 응답한 빙상선수는 실업 선수 31.2%, 대학생 29.4%, 초등학생 26.2%, 고등학생 22.1%, 중학생 20.2%의 순으로 나타났다. 실업 빙상 선수의 신체 폭력 경험은 다른 종목 실업선수 평균(15.3%)에 두배에 달했다. 신체폭력은 손이나 발, 운동기구나 도구를 이용해 구타하는 경우가 많았다. 주기는 ‘1년에 1~2회’라는 응답이 많았지만, 실업 선수 집단에서는 ‘한 달에 1~2회’라는 응답이 45%, ‘거의 매일’이라는 응답도 25%나 됐다.[13]

- 2021년 12월 전 국가대표 쇼트트랙 코치의 여자 선수 폭행과 성폭행에 대해 대법원은 징역 13년을 확정지었다.[143]

- 2022년 12월 10대 제자를 성추행한 국가대표 출신 코치가 입건되었다. 제자들을 자신의 집으로 데려가 불법 촬영했다는 의혹도 있다.[144]

- 2023년 1월 국가대표 출신 피겨스케이팅 코치 이규현은 여자선수를 강간미수를 한 것으로 4년형을 선고 받았다.[88]

## 주요 대회 메달 통계

### 동계 올림픽 대회
| 종목                  | Gold | Silver | Bronze | GoldSilverBronze |
| --------------------- | ---- | ------ | ------ | ---------------- |
| 올림픽 쇼트트랙       | 26   | 16     | 11     | 53               |
| 올림픽 스피드스케이팅 | 5    | 10     | 5      | 20               |
| 올림픽 피겨스케이팅   | 1    | 1      |        | 2                |
| 총 합계               | 32   | 27     | 16     | 75               |

### 세계선수권 대회
| 종목                                     |     |     |    |     |
| ---------------------------------------- | --- | --- | -- | --- |
| 세계 쇼트트랙 선수권 대회                | 115 | 83  | 71 | 269 |
| 세계 쇼트트랙 팀 선수권 대회             | 20  | 15  | 5  | 40  |
| 세계 스프린트 스피드스케이팅 선수권 대회 | 7   | 3   | 4  | 14  |
| 세계 종목별 스피드스케이팅 선수권 대회   | 10  | 11  | 7  | 28  |
| 세계 피겨스케이팅 선수권 대회            | 2   | 4   | 2  | 8   |
| 총 합계                                  | 154 | 116 | 89 | 359 |

## 자세한 결과

### 동계 올림픽 대회

#### 쇼트트랙 스피드 스케이팅
1988년 올림픽 당시 쇼트트랙은 시범종목이라 메달이 수여되지 않는다.
| 대회   | 1 | 2 | 3 | 합계 |
| ------ | - | - | - | ---- |
| 1988년 | 2 |   |   | 2    |

| 대회   | 1  | 2  | 3  | 합계 |
| ------ | -- | -- | -- | ---- |
| 1992년 | 2  |    | 1  | 3    |
| 1994년 | 4  |    | 1  | 5    |
| 1998년 | 3  | 1  | 2  | 6    |
| 2002년 | 2  | 2  |    | 4    |
| 2006년 | 6  | 3  | 1  | 10   |
| 2010년 | 2  | 4  | 2  | 8    |
| 2014년 | 2  | 1  | 2  | 5    |
| 2018년 | 3  | 1  | 2  | 6    |
| 2022년 | 2  | 3  |    | 5    |
| 총합계 | 26 | 16 | 11 | 53   |

#### 스피드 스케이팅
| 대회   | 1 | 2  | 3 | 합계 |
| ------ | - | -- | - | ---- |
| 1992년 |   | 1  |   | 1    |
| 2006년 |   |    | 1 | 1    |
| 2010년 | 3 | 2  |   | 5    |
| 2014년 | 1 | 1  |   | 2    |
| 2018년 | 1 | 4  | 2 | 7    |
| 2022년 |   | 2  | 2 | 4    |
| 총합계 | 5 | 10 | 5 | 20   |

#### 피겨스케이팅
| 대회   | 1 | 2 | 3 | 합계 |
| ------ | - | - | - | ---- |
| 2010년 | 1 |   |   | 1    |
| 2014년 |   | 1 |   | 1    |
| 총합계 | 1 | 1 |   | 2    |

### 동계 아시안 게임

#### 쇼트트랙 스피드 스케이팅
| 대회   | 1  | 2  | 3  | 합계 |
| ------ | -- | -- | -- | ---- |
| 1986년 |    | 2  | 5  | 7    |
| 1990년 | 4  | 5  | 2  | 11   |
| 1996년 | 5  | 8  | 5  | 18   |
| 1999년 | 6  | 3  | 4  | 13   |
| 2003년 | 6  | 3  | 5  | 14   |
| 2007년 | 4  | 5  | 2  | 11   |
| 2011년 | 4  | 4  | 1  | 9    |
| 2017년 | 5  | 5  | 3  | 13   |
| 2025년 | 6  | 4  | 3  | 13   |
| 총합계 | 35 | 39 | 30 | 109  |

#### 스피드 스케이팅
| 대회   | 1  | 2  | 3  | 합계 |
| ------ | -- | -- | -- | ---- |
| 1986년 | 1  | 1  | 2  | 4    |
| 1990년 | 2  | 1  | 3  | 6    |
| 1996년 | 2  | 1  | 1  | 4    |
| 1999년 | 2  | 4  | 2  | 8    |
| 2003년 | 2  | 2  | 2  | 6    |
| 2007년 | 3  | 5  | 5  | 13   |
| 2011년 | 5  | 6  | 3  | 14   |
| 2017년 | 6  | 3  | 3  | 12   |
| 총합계 | 23 | 23 | 21 | 67   |

#### 피겨 스케이팅
| 대회   | 1 | 2 | 3 | 합계 |
| ------ | - | - | - | ---- |
| 1999년 |   |   | 1 | 1    |
| 2011년 |   |   | 1 | 1    |
| 2017년 | 1 |   |   | 1    |
| 총합계 | 1 |   | 2 | 3    |